# 挪威分區

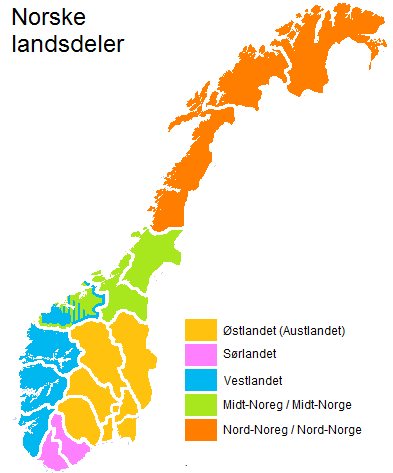
挪威的五个传统区域。南挪威是较新的区划，其他四个在很早的时候就有了。至少部分默勒-鲁姆斯达尔郡的区域，特别是北默勒，更自认为是特倫德拉格，而不是西挪威的一部分。

挪威通常划分为五个主要地理上的区域（landsdeler）。这些区域是纯粹的地理分區和而没有行政管理目的。
根据常用的定义，挪威各郡划分至下列各区（这些分组没有严格的界限）：
- 北挪威
  - 特罗姆斯郡
  - 芬马克郡
  - 诺尔兰郡
- 特倫德拉格（又稱：中挪威）
  - 特伦德拉格郡
- 西挪威
  - 默勒-鲁姆斯达尔郡
  - 韦斯特兰郡
  - 罗加兰郡
- 南挪威（又稱：阿格德爾 ）
  - 阿格德尔郡
- 東挪威
  - 西福尔郡
  - 西福尔郡
  - 布斯克吕郡
  - 阿克什胡斯郡
  - 东福尔郡
  - 内陆郡
  - 奥斯陆郡

这种区域的划分，在传统上是基于地理及挪威语各方言的差异，也大致遵循各郡的边界。政府基于各种目的也存在其他的区域划分方式。在行政上，前面所列出的传统区域没有多大的作用，重要的行政单位是在郡级层面上。
中挪威通常等用於特倫德拉格，有時还包括默勒-鲁姆斯达尔郡（而根据一些定义仅包括北默勒和魯姆斯達爾的部分地區）。诺尔兰郡的最南部有时也被认为是中挪威的一部分。类似地，罗加兰郡或罗加兰郡部分地区，有时会被视为南挪威，而不是西挪威。
斯瓦尔巴群岛不是一个郡，所以通常不被认为是北挪威的一部分。 斯瓦尔巴群岛总督的上一级是司法部，而各个郡郡长的上一级是行政部。 另外，揚馬延是挪威的一个有建制的地理区域， 自1995年开始由诺尔兰郡郡长管理。
位於南大西洋的布韦岛以及南极洲的毛德皇后地和彼得一世岛是挪威的屬地。

## 外部連結
- Regionalization and devolution: Proposed new regions of Norway (powerpoint slide show)